# Medhu Ziyaaraiy
Medhu Ziyaaraiy (Dhivehi މެދު ޒިޔާރަތް, dt. „Zentrales Grab“) ist eine historische Stätte und ein Mausoleum (Ziyāra) in Malé, der Hauptstadt der Malediven. Das Mausoleum gehört zum Komplex des Amtssitzes des Präsidenten, des Muliaage (މުލިއާގެ‎). Auf der gegenüberliegenden Straßenseite befindet sich die Malé Friday Mosque (Malé Hukuru Miskiy, މާލެ ހުކުރު މިސްކިތް‎).

## Geschichte
Das Medhu Ziyaaraiy wurde 1906 während der Herrschaft von Muhammad Shamsuddeen III. errichtet.
Das Medhu Ziyaaraiy beherbergt die Überreste von Abu al-Barakat Yusuf al-Barbari, der Person, die den König der Malediven, Dhovemi Kalaminja Siri Thiribuvana-aadiththa Maha Radun 1153 AD für den Islam gewann.

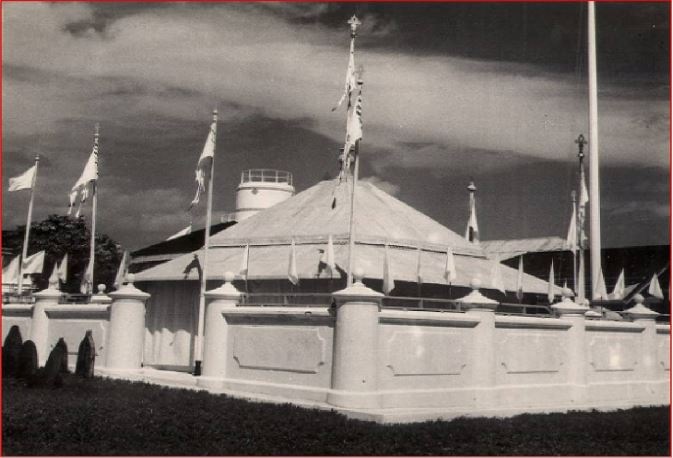
Medhu Ziyaaraiy 1958

Am 29. März 2009 wurde das Gebäude der Öffentlichkeit zugänglich gemacht.
Am 11. November 2022 wurde nach 30 Jahren das erste Mal wieder die Nationalflagge gehisst.